# 大理鹿蹄草
大理鹿蹄草（学名：Pyrola forrestiana）为鹿蹄草科鹿蹄草属下的一个种。

## 扩展阅读
- 維基物種上的相關：大理鹿蹄草